# Нови Партизани
Нови Партизани су били краткотрајни покрет средином 80-их на југословенској рок сцени. Термин је коришћен за означавање албума сарајевских бендова Бијело дугме, Плави оркестар и Мерлин које су карактерисали поп рок са елементима народне музике и текстова и слика које су у великој мери инспирисане југословенским партизанима и идеалима југословенства.
Настали неколико година након поткултурног покрета Нови примитивизам у Сарајеву, Нови партизани су се појавили током ере растуће либерализације у политичком, друштвеном и културном животу Југославије, као и политичких превирања и успона национализма у југословенским републикама. Ветерански састав Бијело дугме, који је од свог оснивања 1974. уживао статус најпопуларније југословенске рок групе, и два млађа бенда, Плави оркестар и Мерлин, уградили су текстове на тему партизана и југословенске тематике у свој спој поп рока и фолка, залажући се за југословенство и за очување сећања на Народноослободилачку борбу. Албум Бијело Дугме из 1984. се генерално сматра инспирацијом за настанак покрета. Поред тога, неке карактеристике покрета могу се наћи на дебију Плавог оркестара из 1985. Солдатски бал, који је бенду довео до статуса тинејџерских звезда широм земље, и последњој промотивној турнеји. Албуми три бенда из 1986. Пљуни и запјевај моја Југославијо, Смрт фашизму! и Тешко мени са тобом (а још теже без тебе), сматрају се најзапаженијим — а понекад и јединим — издањима покрета, иако су се сличне поп рок песме под утицајем фолка са текстовима на југословенску тему појављивале на албумима других југословенских бендова тог доба, попут Валентина, Хари Мата Харија, Црвене јабуке и Југословени.
Албуми из 1986. наишли су на различите реакције публике – док је албум Бијелог дугме имао велику продају, албум Плавог оркестара је отуђио групу од тинејџерске публике. Музички критичари су изразили општу несклоност албумима, посебно Смрт фашизму! и Тешко мени са тобом (а још теже без тебе). Део штампе и културне јавности албуме је окарактерисао као кич и оптужио бендове да промовишу лош укус, упоређујући народне елементе у стваралаштву бендова са југословенском „новокомпонованом народном музиком“, коју је тада у Југославији осуђивао највећи део како академске јавности, тако и медија поп културе. Други део штампе описао је концепт Нових Партизана као неискрен, оптужујући бендове да искоришћавају слике партизанске борбе за популарност и финансијску добит, као и за лицемерје, описујући своје вође као удобне звезде које су браниле опадајући социјалистички систем. Након негативних реакција, покрет је опао, иако је следећи (и последњи) студијски албум Бијелог дугметаЋирибирибела из 1988., такође обележен југословенским и пацифистичким темама.

## Историја

### Политичка, друштвена и културна позадина
Средина осамдесетих у Југославији је обележена политичким превирањем. Смрт доживотног председника Југославије Јосипа Броза Тита 1980. праћена је све већом либерализацијом у уметности и култури, али и растућим проблемом спољног дуга  и протестима косовских Албанаца који су захтевали већу аутономију унутар земље. Касније долази до појаве тензија између југословенских република, из СР Словеније су стизали први позиви за напуштање социјалистичких манифестација  велики број Срба и Црногораца је емигрирао из САП Косова , а национализам је био у успону.
Међутим, упркос тензијама у земљи, југословенска рок сцена је цветала као једна од најбогатијих и најживљих рок сцена Европе. Пре појаве Нових Партизана, југословенски рок 1980-их је већ био обележен неколико музичких сцена и субкултурних покрета са префиксом Нови. Југословенски нови талас, блиско повезиван са југословенском панк рок сценом, појавила се крајем 70-их на рок сцени земље, до тада у којој су доминирали прогресивни и хард рок бендови. Врхунац новоталасне сцене почетком осамдесетих дошао је синхронично са смрћу Јосипа Броза Тита и новим тенденцијама у уметности и култури. Бендови као што су Панкрти, Параф, Азра, Прљаво казалиште, Пекиншка патка, Филм, Хаустор, Лачни Франц, Идоли, Електрични оргазам, Шарло Акробата, У шкрипцу, Пилоти и други снимили су песме које су критиковале југословенску друштвену стварност, експериментишући са неким другим уметничким формама и преварама. Дугме, Парни ваљак и Булдожер се придружују новој, али и бујној сцени. У Словенији је индустријски бенд Laibach формиран 1980., што је изазвало контроверзу употребом иконографије и елемената из тоталитаризма, национализма и милитаризма, што је на крају довело до забране назива групе. 1984. бенд је покренуо неформални уметнички покрет Нова словеначка уметност, настављајући да провоцира југословенску јавност. Коначно, у Сарајеву се почетком 80-их појавио покрет новог примитивизма, најприје у форми скечева у емисији Радио Сарајева Примус, а касније кроз рад бендова Забрањено пушење и Elvis J. Kurtović & His Meteors и њихову емисију Топ листа надреалиста. Оно су кроз своје ироничне песме и ТВ програм исмевали запањујућу југословенску економију и југословенску друштвену стварност, малограђански менталитет и своје претходнике на југословенској сцени, укључујући југословенске новоталасне бендове и највећи бенд у њиховом граду и земљи, Бијело дугме.
У својој књизи Како смо пропевали: Југославија и њена музика из 2013. српски и југословенски музички новинар и писац Иван Ивачковић посветио је новом партизанском покрету поглавље „Последње битке Мирка и Славка”. Ивачковић је у поглављу истакао да је генерација вође Плавог оркестара Саше Лошића, Југословени рођени средином шездесетих година, представу о борби југословенских партизана стекла кроз популарне стрипове из шездесетих и седамдесетих година прошлог века Мирко и Славко и партизански филмови. написао је:
| „ | Лошићева генерација је од малих ногу вођена у биоскоп да види нацицтичког немачког овчара како уједа рањене партизане. Деца би излазила из биоскопа шокирана насиљем и запањена храброшћу партизана. Командант Сава Ковачевић је неколико година био крајњи херој генерације; Иначе, када је та генерација ушла у пубертет, Сава Ковачевић је морао да уступи место Брус Лију, док су се Мирко и Славко повукли уз напредовање надреалистичког мрачне комедије стрипа Алан Форд. Пуни драме и патоса, налик на шпагети вестерн, партизански филмски спектакли попут Битка на Неретви и Битка на Сутјесци представљају прекретнице у меланхоличном нараштају Ломашића, посебно у меланхоличном делу, у одрастао у Босни и Херцеговини. Други светски рат је био посебно бруталан у Босни — баш као што би био грађански рат — и од те чињенице СФРЈ је желела да направи не само историјски, већ и културни споменик. | ” |

### Почеци (1984–1985)
У децембру 1984. Бијело дугме издаје истоимени албум, незванично надалеко познат као Косовка девојка због коришћења чувене слике српског сликара Уроша Предића на омоту. Био је то први и једини албум бенда који је снимио са вокалистом Младеном Војичићем "Тифа", који је у бенд дошао као замјена за оригиналног пјевача Жељка Бебека. Албум је садржао фолк оријентисан поп рок звук и отворен је верзијом југословенске химне "Хеј, Словени"; идеја је потекла од Горана Бреговића, који је био опрезан према гласовима који су доводили у питање југословенске идеале. Упркос томе што се појавио нови и до тада релативно непознати вокал, албум је постигао огроман комерцијални успех, продат је у више од 420.000 примерака. Албум су заједно издали државна издавачка кућа Дискотон и новооснована приватна кућа Камарад, коју је покренуо вођа бенда Горан Бреговић. Лого Камарада је био под утицајем социјалистичког реализма и садржавао је велику црвену звезду. Наредна турнеја је такође била веома успешна, а током наступа бенд се појавио на бини у стилизованим војним униформама делимично инспирисаним делима Laibach-а. Албум је генерално заслужан за покретање новог таласа југословенства на југословенској рок сцени.
1985. Плави оркестар издаје деби албум Солдатски бал. Предвођен вокалистом и главним текстописцем Сашом Лошићем, бенд је настао три године раније, био је повезан са покретом новог примитивизма у њиховој раној фази . Група је привукла пажњу највеће југословенске издавачке куће Југотон након што је почела да сарађује са музичким менаџером и промотером Гораном Марићем, алиас Малколмом Мухаремом. Мухарем—псеудоним који алудира на модног дизајнера и музичког менаџера Малколма Мекларена—је раније био укључен у сцену Новог примитивизма као менаџер. На албуму су гостовали бројни гости, међу којима и фолк певачица Нада Обрић у песми „Шта ће нама шоферима кућа“, као и Аки Рахимовски и Јура Стублић, фронтмени загребачких бендова Парни ваљак и Филм, и Пеђа Д' Бој певајући са Лошићем у „Стамбол, Пешта, Бечлија” чији је текст инспирисан југословенским принципом братства и јединства. Омот албума одао је почаст омоту албума Sgt. Pepper's Lonely Hearts Club Band, са приказом чланова Плавог оркестара у архаичним униформама, четири девојке у народним ношњама и 49 личности из историје и јавног живота Југославије. Бенд се појављивао на промотивним фотографијама и на концертима у војничким чизмама и вуненим чарапама познатим као партизанке, а наступи уживо на промотивној турнеји били су социјалистички и југословенски призори – концерти су отварани звуцима „Интернационале“, а на екранима на бини приказивани су снимци радних акција из 1940-их и 1950-их, након чега је уследило завршно коло из опере Јакова Готовца Еро с онога свијета. Солдатски бал је одмах изазвао сензацију на југословенској сцени својим песмама, а чланови Плавог оркестара убрзо су постали свенародне тинејџерске звезде. Југотон је већ у септембру 1985. објавио да је албум продат у 300.000 примерака, чиме је постао најпродаванији деби албум у историји југословенске популарне музике. Међутим, код алтернативније оријентисане југословенске публике албум је наишао на негативне реакције. Реакције југословенске штампе су такође биле помешане – део музичких критичара је албум оценио као иновативан и узбудљив, док је други део описао његову мешавину рока и „новокомпонованог фолка” — критичар Рене Бакаловић је „електросевдах” означио као кич. Албум је наишао и на негативне реакције у конзервативним културним круговима, који су критиковали поруку највећег хита албума „Боље бити пијан него стар“, а расправу о бенду покренули су и југословенски медији. Савез социјалистичке омладине Босне и Херцеговине је на 11. конгресу Лиге показала свој став о раду бенда доделивши групи плакету.
Мерлин је 1985. објавио свој деби албум под називом Кокузна времена. Музички критичари описали су бенд као бледу копију Бијелог дугмета, међутим, албум је продат у 60.000 примерака, што је изненадило новинаре у земљи.

### Врхунац (1986–1987)
1986. Бијело дугме издаје нови студијски албум Пљуни и запјевај моја Југославијо, снимљен са новим вокалом Аленом Исламовићем.. Goran Bregović originally wanted the album to contain contributions from individuals known for holding political views outside of the official League of Communists ideology. Он и менаџер бенда Рака Марић обратили су се тројици таквих појединаца који су били практично искључени из јавног живота у Југославији: поп певачу Вице Вукову, Мићи Поповићу и Кочи Поповићу. Бреговићева идеја је била да Вуков отпева баладу „Ружица си била, сада више ниси“. Међутим, упркос томе што је Вуков прихватио, план никада није реализован након што је менаџер бенда Марић приведен и саслушан од стране полиције на сарајевском аеродрому по повратку из Загреба где је срео Вукова. Допринос Миће Поповића албуму је била његова слика Две године гаранције на којој је пензионер спавао на клупи у парку док је као покривач користио странице листа Политика, што је Бреговић желео да искористи као омот албума. Када се обратио, Мића Поповић је такође прихватио, али је упозорио Бреговића на могуће проблеме са којима ће се музичар вероватно суочити. Коча Поповић је наводно био донекле пријемчив за идеју да учествује на албуму, али је ипак одбио понуду. На крају, под притиском Дискотона, Бреговић је одустао од првобитних идеја. Носилац Ордена народног хероја из Другог светског рата се и даље појављује, али уместо Коче Поповића то је био Светозар Вукмановић Темпо. Он је заједно са Бреговићем и децом из Дома за незбринуту децу Љубица Ивезић у Сарајеву отпевао обраду старе револуционарне песме „Падај сило и неправдо”. Албум је садржавао бројне референце на југословенско јединство, са стиховима на унутрашњем делу омота штампаним и ћириличним и латиничним писмом. Међутим, уместо Поповићеве слике, на омоту албума била је фотографија кинеског соцреалистичког балета. Вукмановићево појављивање на албуму Гардијан је описао као "неку врсту Бреговићевог државног удара". Пљуни и запјевај моја Југославијо одлично је примљен од публике, доневши неколико хит песама. Коначан број продатих примерака албума био је 700.000, а на свом промотивном концерту на Београдском сајму група је наступила пред 25.000 људи. 1987. бенд објављује живи албум Мрамор, камен и жељезо, снимљен на промотивној турнеји. Албум је имао сличну југословенску иконографију – песма „А милиција тренира строгоћу“ почиње мелодијом „Интернационале“, у уводу „Сви марш на плес“ Исламовић узвикује „Братство! Јединство!“, а на омоту албума је фотографија са 5. конгреса Комунистичке партије Југославије.
Плави Оркестар објављује други студијски албум Смрт фашизму!. Концепт Смрт фашизма! осмислио је менаџер групе Малколм Мухарем, који је инспирацију пронашао у делима Нове словеначке уметности, а нову фазу у стваралаштву Плавог оркестара описао је као "босански умјетнички експеримент". Децембарски број часописа Рок из 1986. донео је Лошићеву фотографију на насловној страни и интервју са њим. Лошић је у интервјуу изјавио: „Тих ратних дана рећи: волим те друже! Колико је снаге и емотивне снаге било у тој реченици!“ У једном другом интервјуу је изјавио: „Овај албум посвећујем партизанској љубави, јединој љубави коју сматрам чистом. Чуо сам много о овој нежној, дубокој оданости од [бивших] бораца које сам срео широм земље. [...] Ова љубав се много разликује од љубави која се ствара у данашњем урбанизованом, дочараном свету, под светлима дискотеке, где је стварност фалила. И поред амбициозно замишљеног — гостовања су укључивали италијански певач Газебо, виолиниста Јован Колунџија, фолк певачица Уснија Реџепова, клапа Шибеник и хор загребачке цркве Светог Јосипа  — и доневши неколико хит песама, одлазак бенда са популарним одласком из бенда и одлазак фанова у децом продаја албума и промотивна турнеја нису поновили успех претходног издања и наредних концерата.
Мерлин се окренуо текстовима и сликама инспирисаним партизанима и југословенством са албумом Тешко мени са тобом (а још теже без тебе). На једној страни омота албума стајао је текст Тешко мени са тобом... и слику Мерилин Монро, а на другој страни је био текст ... а још теже без тебе и лик Миље Марин, партизанског борца која је била тема чувене фотографије Жоржа Скригина из Другог светског рата по имену Козарчанка. На албуму су гостовали Горан Бреговић и Младен Војичић Тифа и омаж Бреговићу у песми "Успаванка за Горана Б.". На албуму су биле народно оријентисане песме и песма инспирисана југословенством „Цијела Југа једна авлија“. Растућа популарност привукла је већу пажњу медија на бенд. Дино Дервишхалидовић је у интервјуу за часопис Рок изјавио: „Тужан сам јер се у овим временима више верује у лутрију и спортско клађење него у било какве идеале“, изражавајући чежњу за „ратним и послератним моралом“ и наводећи да му је жао јер „Партизанке више не пролазе нашом улицом“.
Утицај истоименог албума Бијелог дугмета из 1984. може се видети у делима других сарајевских поп рок бендова тог доба, али и у радовима бендова из других југословенских република. Остали поп рок бендови из Сарајева из 80-их који су повремено укључивали фолк елементе у своје песме су Валентино, Хари Мата Хари, Болеро, и Црвена јабука. На албумима неких од ових група из средине 1980-их налазиле су се песме са текстовима инспирисаним братством и јединством, попут Валентинових „Југовића”, „Наше мало мисто” Харија Мата Харија и „Ако, ако” и „Једина” Црвене јабуке, док је Болеро укључио обраду старе Хусинске побуњеничке песме "Коњух планином" на њихов концептуални албум из 1986. О Јесењину. Поред тога, београдски бенд Југословени извео је сличан поп рок са утицајем фолка, а њихов највећи хит је био „Југословени“, песма која је на духовит начин описала југословенски менталитет, а други албум другог београдског поп рок бенда Алисе био је под великим утицајем звука сарајевских бендова. Међутим, упркос поп рок звуку са народним елементима и повременим песмама на тему братства и јединства, партизанска борба и југословенство никада нису били доминантни у текстовима и сликама бендова и ове групе нису биле означене као Нови партизани.
Велики део југословенске јавности, посебно у Србији, Босни и Херцеговини, Македонији и Црној Гори, забринут за будућност земље, поздравио је југословенске теме и иконографију у рок музици. Међутим, реакције југословенске музичке критике су углавном биле негативне, углавном због мешања рока и фолка у бендовима, које је музичка штампа упоредила са југословенском „новокомпонованом народном музиком“, коју је тада у Југославији осуђивао највећи део како академске јавности, тако и медија поп културе. У време објављивања три албума, југословенска музичка штампа прихватила је термин „Нови Партизани“ који је сковао Горан Бреговић  и користила га за означавање новог покрета на југословенској сцени. Упркос комерцијалном успеху албума Бијелог дугмета из 1986., било је негативних критика истакнутих критичара. Један од њих је био београдски рок новинар Драган Кремер. 1987. Кремер се појавио као гост у емисији ТВ Сарајево Мит мјесеца, програму који је супротстављао југословенске рок критичаре домаћим рок звездама, омогућавајући критичари да директно постављају питања музичарима који су седили преко пута њих у истом студију. У случају Кремеровог наступа, међутим, Бреговић није био у студију због турнеје; Кремерова снимљена питања су тако Бреговићу показана док је његова реакција снимљена. Износећи своје мишљење о новом правцу бенда, Кремер је поцепао омот албума, што је изазвало Бреговића да јавно вређа Кремера, што је постало један од већих медијских скандала тог времена. Нерафинирани стихови нових песама Плавог оркестара попут „Фа фа фашиста немој бити ти (јербо ћу те ја, драга, убити)“ и „Путеру, путеру“, изазвала је негативна реакција из Југославенске штампе, али и негативне реакције из штампе“. Једну од негативних критика написао је познати филмски редитељ Емир Кустурица. Кустурица је у својој рецензији објављеној у НИН-у оптужио Лошића да промовише лош укус и покушава да од рок музике направи државни пројекат. Део музичке штампе оптужио је Бреговића и Лошића за лицемерје, описујући их као богате звезде које бране социјалистички систем из себичних разлога. Неки југословенски новинари су их описали као "буржоаске рок револуционаре" и "бирократе, који се крију иза слогана који позивају на промене, како се не би мењали".

### Пад (1988)
1988. интересовање за покрет је опао. Незадовољни ниском продајом Смрт фашизма! и полупразних сала на промотивној турнеји, Плави Оркестар је прекинуо сарадњу са Малколмом Мухаремом, и одлучио се за дискографску паузу. Са повратничким албумом Сунце на прозору из 1989. окренули су се сентименталном поп року, али нису успели да понове успех свог дебија. Дино Дервишхалидовић се и у својим наредним издањима окренуо од тема и имиџа покрета, изјављујући 1988. да „жели да врати неке старе, лепе обичаје и идеале”, али и наводећи да му је „социјалистички пут” донео лоша искуства и да „неће више губити време на политику”.
Од три бенда, једино је Бијело Дугме наставило да уграђује југословенске поруке у свој рад. Крајем 1988. бенд је објавио албум Ћирибибела. Албум су обележили пацифистички напори Горана Бреговића – на омоту се налазила слика Едварда Хикса Нојева арка, песма „Лијепа наша“ нашла се химна Хрватске „Лијепа наша домовино“ у комбинацији са српском традиционалном песмом из  Првог свјетског рата „Тамо далеко“, стихови о љубавном пару који одлучује да "остане код куће и пољуби се" ако рат почне. Почетком 1989. бенд је отишао на турнеју. Упркос добро посећеним концертима, на неким од наступа групе у Хрватској публика је звиждала и бацала разне предмете на бину када је бенд изводио своје пројугословенске песме. Након концерта у Модричи, одржаног 15. марта, а до краја турнеје остала су четири концерта, Ален Исламовић се пријавио у болницу са боловима у бубрезима. Овај догађај је открио постојеће сукобе унутар бенда, а Бреговић тврди да Исламовић није имао здравствених проблема током турнеје. Турнеја није настављена, а Бреговић је отишао у Париз, остављајући статус Бијелог дугмета отвореним за спекулације. Како су 1991. избили југословенски ратови, постало је јасно да Бијело дугме неће наставити њихову активност.

## Наслеђе
Душко Антонић и Данило Штрбац су 1998. спровели анкету међу 70 српских музичких критичара, новинара, уметника и других појединаца чији је рад на неки начин везан за југословенску рок сцену, како би направили листу 100 највећих албума југословенске популарне музике. Резултати анкете и листа објављени су у књизи YU 100: најбољи албуми југословенске рок и поп музике. На листи се налазе два албума из периода Бијелог дугмета 1984–1988, Бијело дугме, на 28.месту  и Пљуни и запјевај моја Југославијо, на 53. месту. 2015. хрватско издање Rolling Stone спровело је анкету међу хрватским музичким критичарима за 100 највећих југословенских албума, а Солдатски бал се нашао на 97. месту листе.
Српски музички часопис Rock Express је 2000. спровео анкету за 100 највећих југословенских рок песама међу својим читаоцима, 120 музичких новинара и 100 музичара. На листи под називом Рок експрес 100 најбољих југословенских рок песама свих времена и објављеној у 25. броју часописа, налазе се две песме са истоименог албума Бијелог дугмета из 1984. „Липе цвату, све је исто ко и лани и "За Есму", као и једна песма са првенца Плавог оркестара „Боље бити пијан него стар“. Радио Б92 је 2006. организовао анкету међу својим слушаоцима за избор 100 најбољих југословенских песама. На њиховој листи 100 најбољих домаћих песама Б92, песма Плавог оркестара „Goodbye Teens“ са Солдатског бала заузела је 97. место.
Српски веб магазин Balkanrock је 2015. објавио листу 100 најбољих омота албума југословенског рока. На листи, омот албума Бијело дугме заузео је 1. место, омот албума Пљуни и запјевај моја Југославијо је рангиран на 3. месту, омот албума Тешко мени са тобом (а још теже без тебе) је рангиран на 49., а омот албума Солдатски бал је на 58. месту.
У својој књизи Како смо пропевали: Југославија и њена музика, Иван Ивачковић је о покрету писао:
| „ | Нови Партизани су се залагали за југословенство и толеранцију, што је изгледало као решење за растуће тензије у југословенској политици. Без Јосипа Броза Тита није било власти да народе Југославије држи на окупу, па је њихов свадљиви темперамент постајао све очигледнији. Сукоби међу републикама су постајали све оштрији, старе, незалечене ране из Другог светског рата поново су отваране, а заједништво, интелект и разум су из дана у дан слабили. Југославија је изгледала све неуређеније, а Нови партизани су се томе противили, што је у принципу било добро. Утисак је, међутим, покварила чињеница да су Нови партизани – баш као и они који су рушили Југославију – пропагирали неукус и вулгарност. Али, како то обично бива, управо је то учинило „партизанску офанзиву“ необично популарном, а самим тим и јаком. | ” |